# Diospilus inflexus
Diospilus inflexus är en stekelart som beskrevs av Henry J. Reinhard 1862. Diospilus inflexus ingår i släktet Diospilus och familjen bracksteklar. Inga underarter finns listade i Catalogue of Life.